# Vệ Thanh công
Vệ Thanh công (chữ Hán: 衞聲公; trị vì: 372 TCN-362 TCN) hoặc Vệ Thánh công (衞聖公), tên thật là Cơ Huấn (姬訓), là vị vua thứ 38 của nước Vệ – chư hầu nhà Chu trong lịch sử Trung Quốc.
Ông là con của Vệ Thận công, vua thứ 37 nước Vệ. Năm 373 TCN, Thận công mất, Cơ Huấn lên làm vua, tức Vệ Thanh công
Sử sách không ghi rõ những hành trạng của ông trong thời gian ở ngôi.
Năm 362 TCN, Vệ Thanh công mất, làm vua 11 năm. Con ông là Cơ Bất Thệ lên nối ngôi, tức Vệ Thành hầu.